# Pipi (futebolista)
Serafim Pinto Ribeiro Júnior, mais conhecido como Pipi  (Ouro Fino, 10 de dezembro de 1915 — Ouro Fino, 4 de julho de 2001) foi um futebolista brasileiro que atuou como ponta-esquerda.

## Carreira
Iniciou sua carreira de jogador de futebol, profissional, pelo América Mineiro, em 1937. Em 1939, transferiu-se para o Guarani de Campinas e, em 1940, mudou-se para o Palmeiras (na época, Palestra Itália). As temporadas pelo clube alvi-verde foram as que viveu seus melhores momentos, sagrando-se campeão paulista por duas vezes (1940 e 1942). Defendeu o clube até 1943, quando foi jogar pelo Fluminense. No ano de 1945, transferiu-se para o principal rival do Palmeiras, Corinthians, onde encerrou sua carreira em 1947.
Pela seleção brasileira, o jogador foi convocado por Ademar Pimenta para atuar no Campeonato Sul-Americano de 1942 (como era chamada a Copa América, na época).

## Títulos
Palmeiras
- Campeonato Paulista: 1940 e 1942[6]
- Taça Cidade de São Paulo: 1940
- Taça Cavalheiro Ernesto Giuliano: 1941
- Taça Nossa Senhora das Dores: 1943